# Centralgas
Centralgas används inom sjukhus och stora verkstäder för att minimera användandet av gastuber i nära anslutning till arbetsytan. På varje avdelning finns det tryckmätare och nödavstängningsknappar. Det finns även backupsystem om haveri skulle uppstå eller man måste utföra underhåll.

## Fördelar med centralgas
Med centralgas i vägguttag frigörs arbetsytor där man kan arbeta, samtidigt minskar belastningsskadorna på användarna eftersom de slipper de tunga gastuberna. 
Säkerhetsmässigt är det viktigt med att samla all gas på ett ställe. Vid brand blir det lättare att bekämpa den när gasen är i ett eget rum.